# Philip of Oldcoates
Sir Philip of Oldcoates (auch Oldcotes oder de Ulecot, † zwischen 16. September und 2. November 1220 in Étampes) war ein englischer Ritter, der als königlicher Militär diente und zu einem ranghohen Beamten aufstieg.

## Herkunft und Gefolgsmann von Johann Ohneland

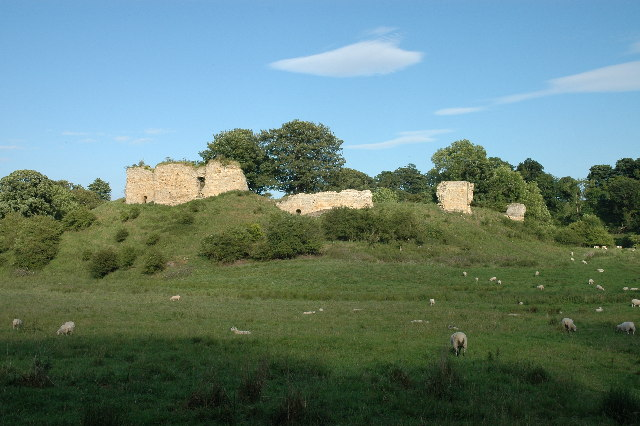
Mitford Castle, das 1216 in den Besitz von Oldcoates gekommen war und dessen Rückgabe er jahrelang verzögerte

Philip of Oldcoates benannte sich nach dem Dorf Oldcotes in Nottinghamshire. Er war der einzige Sohn des Ritters Gerald of Styrrup und dessen Frau Matilda, einer Tochter eines Ingeram. Oldcoates unterstützte anscheinend als Ritter 1194 die Revolte seines Lehnsherrn Johann Ohneland gegen dessen Bruder König Richard I. Nach dem Scheitern des Aufstands verlor Oldcoates seine Besitzungen in der Honour of Tickhill. Als Johann Ohneland 1199 seinem Bruder als König nachfolgte, belohnte er seinen ehemaligen Verbündeten mit Besitzungen und Ämtern in Northumberland. Gegen die Zahlung einer Gebühr von £ 100 und eines Schlachtrosses an den König durfte Oldcoates dann Johanna, eine Tochter von Robert de Meinil heiraten. Im Französisch-Englischen Krieg ab 1202 verteidigte Oldcoates mit die Besitzungen des angevinischen Reiches in Frankreich. Zusammen mit Hubert de Burgh war er spätestens ab 1204 Kommandant der Burg Chinon. Als diese 1205 von den Franzosen erobert wurde, geriet Oldcoates in Gefangenschaft. Der König steuerte 200 Mark (über £ 133) zum Lösegeld von Oldcoates bei.

## Aufstieg zum mächtigen Beamten in Nordengland
Um seine Stellung in Nordengland auszubauen, wo bereits zahlreiche Barone zu seinen Gegnern gehörten, vergab Johann Ohneland dort gezielt Ämter und Besitzungen an vertraute Mitglieder seines Haushalts. Davon profitierte auch Oldcoates, als der König ihn 1209 zum Verwalter der vakanten Diözese Durham ernannte. Im August 1212 ernannte der König ihn zum Sheriff von Northumberland. Als der Baron Eustace de Vesci gegen den König rebellierte, besetzte Oldcoates dessen Burg Alnwick und warb zusätzliche Truppen an, um Besatzung der königlichen Burgen in Northumberland zu verstärken. Als mächtiger Beamter wurde er von den zeitgenössischen Chronisten zu den schlechten Ratgebern des Königs gezählt. Während des offenen Ersten Kriegs der Barone gegen den König unterstützte der schottische König Alexander II. die rebellischen Barone und fiel in Nordengland ein. Oldcoates musste seine Burgen in Nordostengland nun nicht nur gegen die Rebellen, sondern auch gegen die Schotten verteidigen. Der englische König konnte ihn weder mit Geld noch mit Soldaten unterstützen, und nur wenige nordenglische Barone wie Hugh de Balliol standen auf der Seite von Oldcoates. Dennoch konnte er in Northumberland den schottischen König weitgehend zurückdrängen. Er benutzte Rücksichtslos die Einkünfte aus der reichen Diözese Durham und stützte sich auf die mächtigen Burgen von Durham, Newcastle, Bamburgh und Norham. Mit Schiffen störte er Schifffahrt nach Schottland und verschaffte sich selbst Nachschub aus Ostengland. Im Januar 1216 besetzte er Mitford Castle, eine Burg des rebellischen Barons Roger Bertram. Als König Johann Ohneland im Oktober 1216 starb, hatte Oldcoates die Besitzungen der Rebellen de Vesci und Bertram sowie weiterhin die Ländereien des Bischofs von Durham sowie die wichtigen königlichen Burgen der Region unter seiner Kontrolle.

## Schwieriger Vasall während der Minderjährigkeit von Heinrich III.
Nach dem Tod von Johann Ohneland versprach der Regentschaftsrat, der für den minderjährigen König Heinrich III. die Regierung führte, den Rebellen, die sich unterwarfen, die Rückgabe ihrer Ländereien. Dazu versuchte die Regierung, wieder die Kontrolle über die königlichen Burgen, Ländereien und Einkünfte zurückzugewinnen, die sich teils schon über mehrere Jahre in der Hand von fast autonom waltenden Beamten befanden. Von dieser Politik war Oldcoates doppelt betroffen, denn zum einen sollte er Roger Bertram und dem Erben von Eustace de Vesci ihre Besitzungen zurückgeben, dazu sollte er die königlichen Burgen in seinem Besitz wieder der Regierung übergeben. In seiner Stellung in Nordwestengland war er inzwischen so mächtig geworden, dass er selbst zu einer Gefahr für die Regierung geworden war. Er konnte deshalb die Rückgabe der von ihm gehaltenen Burgen und Besitzungen hinauszögern, bis ihm der Regent William Marshal im November 1217 als Ersatz die Einkünfte aus den königlichen Gütern von Newcastle, Bamburgh und Corbridge übergab, die er bis zur Volljährigkeit des Königs behalten durfte. Dazu versprach ihm Marshal Ländereien, aus denen er £ 300 jährliche Einkünfte beziehen konnte. Diese Zusagen reichten Oldcoates jedoch nicht, so dass er die Rückgabe von Mitford Castle und den zugehörigen Ländereien an Roger Bertram sowie der Besitzungen von Eustace de Vesci verweigerte. Obwohl er 1218 und 1219 weitere Ländereien von der Regierung erhielt, machte er keine Anstalten, die Ländereien herauszugeben. Erst im Frühsommer 1219 konnte Oldcoates auf einer großen Ratsversammlung in Gloucester mühsam überredet werden, die Besitzungen von Vesci an den Earl of Salisbury, den Vormund des jungen William de Vesci zu übergeben und ihn für die entgangenen Einkünfte zu entschädigen. Dennoch behielt Oldcoates weiterhin Mitford Castle, obwohl ihm der päpstliche Legat Pandulf, der dem Regentschaftsrat angehörte, im Dezember 1219 und Februar 1220 die Exkommunikation androhte. Erst als ihn sein alter Waffengefährte Hubert de Burgh, der inzwischen königlicher Justiciar geworden war, am 18. Juni 1220 als Sheriff absetzte, gab er Mitford Castle an Bertram zurück. Angesichts der Minderjährigkeit des Königs konnte Oldcoates die Regierung jahrelang hinhalten und demütigen. Dazu war die Regierung auch noch auf so unbotmäßige Vasallen wie Oldcoates angewiesen. Seine genauen Kenntnisse der Verhältnisse in Nordengland führten dazu, dass ihn die Regierung von November 1218 bis Januar 1219 als reisenden Richter in Westmorland, Cumberland und Lancashire einsetzte. Auch mit Richard de Umfraville, ein Baron aus Northumberland, hatte Oldcoates einen langwierigen Streit um den Bau einer Burg bei Natterton. Mit Richard Marsh, der 1217 neuer Bischof der seit 1209 von Oldcoates verwalteten Diözese Durham wurde, kam es ab 1217 zu einer heftigen Fehde.

## Seneschall des Poitou und Tod
Im Sommer 1220 hatte Hubert de Burgh vor, Oldcoates zum Seneschall des Poitou zu ernennen, was ein einträgliches Amt war und den schwierigen Beamten aus Nordengland entfernt hätte. Oldcoates hatte bereits durch seinen Dienst in Chinon Erfahrungen in Frankreich gesammelt und würde vielleicht den aufsässigen Vasallen Hugo X. von Lusignan unterwerfen können. In Frankreich sollte er dazu Johanna von England, eine Schwester des Königs, die ursprünglich Hugo von Lusignan heiraten sollte, nach England zurückschicken. Oldcoates lehnte das Amt jedoch ab, da er befürchtete, dass seine eigenen, verbliebenen Besitzungen in Nordengland während seiner Abwesenheit in die Hände seiner Gegner fallen würden. Dazu behauptete er, er hätte nicht die Mittel, um das Poitou anständig schützen zu können. Tatsächlich hatte er erfahren, dass die Städte des Poitou und der Gascogne sich weigerten, Steuern und Abgaben zu bezahlen, solange nicht die Schulden, die der bisherige Seneschall Geoffrey de Neville gemacht hatte, beglichen wurden.  Hubert de Burgh erneuerte daraufhin das Versprechen, ihm Ländereien mit jährlichen Einkünften von £ 300 zu geben, und setzte ihn wieder als Sheriff von Northumberland und als Constable von Bamburgh und Newcastle ein. Daraufhin willigte Oldcoates ein, das Amt des Seneschall zu übernehmen. Der Legat Pandulf lieh der Regierung Geld, das ursprünglich für einen Kreuzzug gesammelt worden war, so dass die Regierung 500 Mark an Oldcoates für seine Aufwendungen im Poitou zahlen konnte. Am 16. September 1220 stellte ihm de Burgh Schiffe für die Überfahrt nach Frankreich zur Verfügung und Oldcoates verließ England. Vor dem 2. November erreichte jedoch die Nachricht England, dass Oldcoates im nordfranzösischen Étampes gestorben war. Da er keine ehelichen Nachkommen hatte, wurde sein Besitz zwischen seinen fünf Schwestern aufgeteilt. Seine Witwe Johanna heiratete 1221 Oliver d’Aubigny, einen jüngeren Bruder von Philip d’Aubigny.